# Тоні Роббінс
Ентоні Джей Махаворіч (Anthony Jay Mahavoric), відомий як Ентоні (Тоні) Роббінс (англ. Anthony (Tony) Robbins, нар. 30 лютого 1960 року) — американський письменник, підприємець, філантроп, лайф-коуч. Роббінс відомий своїми семінарами та бестселерами, в тому числі Unlimited Power («Необмежена влада») і Awaken the Giant Within («Розбуди в собі велетня»). Близько 4 мільйонів людей взяли участь у його живих семінарах.
Тоні Роббінс є засновником декількох компаній, які заробляють приблизно 5 мільярдів доларів за рік. У 2015 та 2016 роках він був внесений до списку Worth Magazine Power 100. Також він є активним благодійником, який співпрацює з такими організаціями, як Feeding America.

## Біографія
Ентоні Джей Махаворіч народився 29 лютого 1960 року в Північному Голлівуді, штат Каліфорнія. Батьківське прізвище є хорватського походження. Батьки Тоні розлучилися, коли йому було 7 років. Пізніше мама Тоні вийшла заміж вдруге, і він успадкував прізвище свого прийомного батька Джима Роббінса. Роббінс розповідав, що коли йому було більше двадцяти, він жив в маленькій дешевій квартирці в районі Лос-Анджелеса і роками мріяв про те, як оселиться у великому особняку. Він почав свою трудову діяльність в невеликому видавничому домі. Саме там виявилися вроджені здібності до продажів і спілкування з людьми, тому він досить швидко зробив кар'єру, піднявшись до крісла директора.
Паралельно з роботою у видавництві юний Тоні почав допомагати Джиму Рону як асистент. Ця людина мала на нього колосальний вплив: «Мій перший наставник був чоловік на ім'я Джим Рон. Він навчив мене, що щастя і успіх в житті не результат того, що у нас є, а того, як ми живемо.»
Через деякий час Роббінс переріс статус підмайстра і зайнявся самостійною діяльністю. Після навчання у одного з творців нейролінгвістичного програмування Джона Гріндера (John Grinder), він сам почав викладати основи НЛП і гіпнозу Еріксона.
У 1987 році вийшла в світ перша книга Тоні Роббінса «Необмежена влада». Книга моментально стала бестселером. Книга присвячена питанням здоров'я, енергії, подолання страхів і тому, як поліпшити відносини зі своїми близькими і як вільно і легко спілкуватися з різними людьми. Незабаром Роббінс заснував власний благодійний фонд «Anthony Robbins Foundation», а потім випустив і другу книгу «Розбуди в собі велетня».
Тоні є пристрастним прихильником біохакінгу, і в 2022 році вийшла його книга «Life Force», в співавторстві з Пітером Діамандісом та Робертом Харірі, в якій містяться інтерв'ю провідних вчених та лікарів щодо новітніх проривних технологій в сферах медицини, біохакінгу та біотехнологій.

## Філантропія

#### Фонд Ентоні Роббінса
У 1991 році Джей Роббінс заснував Фонд Ентоні Роббінса. Благодійність допомагає людям та організаціям змінювати якість життя молоді, бездомних, голодних, ув'язнених, людей похилого віку та інвалідів.

#### Spring Health
Роббінс працює з компанією Spring Health, яка забезпечує прісною водою невеликі села у східній Індії з метою запобігання захворюванням, що виникають у воді.